# Stazione di Somma Lombardo
La stazione di Somma Lombardo è una stazione ferroviaria posta lungo la linea Domodossola-Milano, al servizio dell'omonimo comune.

## Strutture e impianti
La stazione è dotata di 3 binari passanti (di cui il 1° dedicato ai treni da Milano verso Domodossola, il 3° per il senso inverso ed il 2° che è un binario tronco) collegati da un sottopassaggio pedonale e non è provvista di tabellone per gli orari né dei cartelli che indicano i binari.

## Movimento
La stazione è servita dai treni regionali ( R ) di Trenitalia sul percorso Domodossola-Milano e dai treni regionali ( R ) di Trenord sul percorso Milano-Gallarate-Arona, svolti nell'ambito del contratto di servizio stipulato con le regioni Lombardia e Piemonte. I biglietti delle due regioni sono entrambi validi.

## Servizi
È gestita da Rete Ferroviaria Italiana che ai fini commerciali classifica l'impianto in categoria Bronze.